# Adiam Dawit
Adiam Dawit (en tigrinya : ኣድያም ዳዊት), née le 2 novembre 2002, est une coureuse cycliste érythréenne.

## Carrière
Aux Championnats d'Afrique de cyclisme sur route 2022 à Charm el-Cheikh, Adiam Dawit est médaillée d'or en contre-la-montre par équipes.

## Palmarès
- 2019
  - 3e du championnat d'Érythrée sur route juniors
- 2021
  - 2e du championnat d'Érythrée sur route
- 2022
  -  Championne d'Afrique du contre-la-montre par équipes (avec Danait Fitsum, Monalisa Araya et Milena Fafiet)
  - 2e du championnat d'Érythrée du contre-la-montre
  -  Médaillée de bronze du championnat d'Afrique du contre-la-montre espoirs
- 2024
  -  Championne d'Afrique sur route espoirs
  -  Médaillée d'or du critérium espoirs aux Jeux africains
  -  Médaillée d'or du contre-la-montre espoirs aux Jeux africains
  -  Médaillée d'or du contre-la-montre par équipes aux Jeux africains
  -  Médaillée d'argent du championnat d'Afrique du contre-la-montre espoirs
  -  Médaillée d'argent du championnat d'Afrique du contre-la-montre par équipes mixtes
  -  Médaillée d'argent du championnat d'Afrique sur route
  -  Médaillée d'argent de la course en ligne espoirs aux Jeux africains
  -  Médaillée de bronze du contre-la-montre par équipes mixtes aux Jeux africains

### Classements mondiaux
| Année                                 | 2023 | 2024 |
| ------------------------------------- | ---- | ---- |
| Classement UCI                        | 400e | 107e |
|                                       |      |      |
| Légende : nc = non classéSource : UCI |      |      |